# ラヴ・マイナス・ゼロ
『ラヴ・マイナス・ゼロ』は1985年にリリースされた、甲斐バンドの11作目のオリジナル・アルバム。

## 概要
甲斐バンド"NY3部作"の第三弾。ボブ・クリアマウンテンによるミックスが施されている（M-3の「フェアリー（完全犯罪）」のみ、ニール・ドーフスマンによるミックス。）。
再結成前のオリジナル・アルバムとしては、最後の通常形態となった。本作の収録曲は「デッド・ライン」以外の8曲がシングルカットされており、「フェアリー（完全犯罪）」以外はアルバムとはミックスが異なる。
本作より一時、ファンハウスへ移籍している。現在は、ファンハウスから音源を買い戻してEMIミュージックジャパンから再発がなされている。
2007年に紙ジャケット・リマスター仕様にて再発された。
本作は、後にTV Mix集（カラオケ盤）での発売もあった。（後述）
この時期、甲斐は自身のソロアルバム『ストレート・ライフ』の制作（この当時は解散に伴うものではない）も同時に進行させており、本作収録曲の『冷血（コールド・ブラッド）』と『ラヴ・マイナス・ゼロ』はソロ用の楽曲としてスタジオミュージシャンによる演奏でレコーディングを終えていた。しかし、メンバーの大森信和が脱退を申し出たことにより甲斐はバンド自体の解散を考え、この2曲を急遽バンド用にレコーディングし直したという。そのため、2曲のソロテイクを収録した未発表の『ストレート・ライフ』完全盤が存在する。ちなみに『ストレート・ライフ』収録の『イエロー・キャブ』もこの時期に作られ、本作『ラヴ・マイナス・ゼロ』に収録予定だったがデモ制作段階で「甲斐バンド向きではない」との判断で収録を見送ったという経緯がある。そのため"甲斐バンドバージョン"のデモ音源が存在し、後に発表された甲斐のデビュー25周年記念CD-BOX『HIGHWAY 25』において聴くことが出来る。
前作『GOLD/黄金』の制作時、サウンドが洗練されてゆくが故、明らかになっていったバンドの演奏力のなさがストレスだったと甲斐は語っており、本作はバンド全員で録音したのが『悪夢』と『夜のスワニー』のみで、それ以外の楽曲は各パートがそれぞれ個別にベストのテイクをコンピュータに打ち込み、スタジオミュージシャンを起用して制作された。

## 収録曲
- 全作詞・作曲：甲斐よしひろ（特記以外）

### オリジナル
Side-A
1. 野獣
編曲：チト河内・甲斐よしひろ
2. 冷血（コールド・ブラッド）
編曲：甲斐バンド・椎名和夫
3. フェアリー（完全犯罪）
編曲：チト河内
4. キラー・ストリート
編曲：甲斐バンド・チト河内

Side-B
1. ラヴ・マイナス・ゼロ
編曲：椎名和夫
2. デッド・ライン
編曲：甲斐バンド・椎名和夫
3. Try
編曲：甲斐よしひろ、ブラスアレンジ：田中一郎
4. 悪夢
作曲：田中一郎　編曲：田中一郎・甲斐よしひろ
5. 夜のスワニー
編曲：甲斐バンド・チト河内

### 2007年リマスター紙ジャケ盤
1. 野獣
2. 冷血（コールドブラッド）
3. フェアリー（完全犯罪）
4. キラー・ストリート
5. ラヴ・マイナス・ゼロ
6. デッド・ライン
7. Try
8. 悪夢
9. 夜のスワニー

Bonus Track
1. 悪夢 （I.TANAKA Vo）
2. フェアリー（完全犯罪） （デモ・ヴァージョン）

## 参加ミュージシャン
甲斐バンド is
- Read Vocal：甲斐よしひろ
- Guitars：大森信和
- Guitars, B.Vocal：田中一郎
- Drums, B.Vocal：松藤英男

| 野獣 - Drums：チト河内 - Bass：富倉安生 - Keyboard：永田"エルトン"一郎 - Sax：徳広裕 - Chorus：安部恭弘, 木戸泰弘 - Synthesizer & Sequencer Programming：梅原篤 冷血（コールド・ブラッド） - Drums：青山純 - Bass：伊藤広規 - Keyboard：難波弘之, 竹田元 - Percussion：斉藤ノブ - E.Violin：Tadashi Shinohara - Synthesizer & Sequencer Programming：椎名和夫 フェアリー（完全犯罪） - Bass：岡沢茂 - Keyboard：富樫春生 - Sax：Jake H. Concepcion - Chorus：伊集加代子 - Synthesizer & Sequencer Programming：梅原篤 キラー・ストリート - Drums：富岡"Grico"義広 - Keyboard：永田"エルトン"一郎 - Sax：土岐英史 - Chorus：安部恭弘, 木戸泰弘, 山田秀俊, 松下誠 - Synthesizer & Sequencer Programming：梅原篤 | ラヴ・マイナス・ゼロ - Drums：青山純 - Bass：伊藤広規 - Keyboard：難波弘之, 竹田元 - E.Guitar：椎名和夫 - Sax：Jake H. Concepcion - Percussion：斉藤ノブ - Chorus：芳野藤丸, 渡辺直樹, 椎名和夫 - Synthesizer & Sequencer Programming：椎名和夫 デッド・ライン - Drums：富岡"Grico"義広 - Bass：中村裕二 - Keyboard：難波弘之, 竹田元, 近藤裕信, 石坂双一 - E.Guitar：佐藤英二 - Sax：Jake H. Concepcion - Percussion：斉藤ノブ - Chorus：徳広裕 Try - Bass：中村裕二 - Keyboard：近藤裕信, 石坂双一 - E.Guitar：佐藤英二 - Sax：徳広裕 悪夢 - Drums：富岡'Grico'義広 - Bass：富倉安生 夜のスワニー - Drums：山木秀夫 - Bass：中村裕二 - Keyboard：上綱克彦, 竹田元 - Percussion：斉藤ノブ - Synthesizer & Sequencer Programming：椎名和夫 |

## テイク別
N.Y3部作は、編集盤『ポイズン80's』において、各楽曲のアルバム未収録テイクや未発表テイクが明らかにされている。太字は、本作収録テイク。
|     | 曲名                       | Version |
| --- | -------------------------- | --- |
| M-1 | 野獣                       | *Album（Long） *Single（7inch"野獣" Short） *Dance Mix（12inch"野獣（12インチ）"） *Another Arrangement（12inch"野獣"） *No Release（"Another Arrangement" Mixed by NEIL DORFSMAN） |
| M-2 | 冷血（コールド・ブラッド） | *Album *Single（7inch"冷血（コールド・ブラッド）" More Up Vo. & Counter Synth.） *No Release（More Up Counter Synth.）                                                              |
| M-3 | フェアリー（完全犯罪）     | *Album/Single（Mixed by NEIL DORFSMAN） *Demo |
| M-4 | キラー・ストリート         | *Album *Single（7inch"フェアリー（完全犯罪）" Mixed by NEIL DORFSMAN ※Synth.Bass等のアレンジも異なる。）                                                                            |
| M-5 | ラヴ・マイナス・ゼロ       | *Album（Up Crowd） *Single（7inch"ラヴ・マイナス・ゼロ" No Crowd） *No Release（Low Crowd）                                                                                         |
| M-6 | デッド・ライン             | *Album（With End Vocal） *No Release（Without End Vocal） |
| M-7 | Try                        | *Album *Single（7inch"野獣" Mixed by NEIL DORFSMAN） |
| M-8 | 悪夢                       | *Album（Vo.-Y.KAI） *Single（7inch"冷血（コールド・ブラッド）" Vo.-I.TANAKA） |
| M-9 | 夜のスワニー               | *Album（W-Vocal） *Single（7inch"ラヴ・マイナス・ゼロ" Single Vocal） |

## LOVE MINUS VOICE
『LOVE MINUS VOICE』（ラヴ・マイナス・ヴォイス）は1985年にリリースされた、甲斐バンドの11作目のオリジナル・アルバム『ラヴ・マイナス・ゼロ』のTV Mix集（カラオケ盤）。
LP・カセット・CDで収録曲が異なる。歌詞カードの代わりにショート・ストーリー付きで、それによると、甲斐が一度埋めたこの" TV Mix "のマスターテープを皆で爆薬で掘り返す話になっていて、その話を演技してる4人の写真も載っている。
サンプル盤には機関紙「BEATNIK」の番外編が入っていたり、パンフレットも通常版とは違っていたりした。

## 収録曲

### LP盤
Side-A
1. ラヴ・マイナス・ゼロ
2. フェアリー（完全犯罪）
3. デッド・ライン

Side-B
1. Try
2. 悪夢
3. 冷血（コールドブラッド）
4. 夜のスワニー

### CT盤
Side-A
1. ラヴ・マイナス・ゼロ
2. フェアリー（完全犯罪）
3. デッド・ライン
4. キラー・ストリート

Side-B
1. Try
2. 悪夢
3. 冷血（コールドブラッド）
4. 夜のスワニー

### CD盤（'86年盤）
1. ラヴ・マイナス・ゼロ
2. フェアリー（完全犯罪）
3. デッド・ライン
4. 野獣
5. Try
6. 悪夢
7. 冷血（コールドブラッド）
8. 夜のスワニー